# Lista över fornlämningar i Västerviks kommun
Lista över fornlämningar i Västerviks kommun är en förteckning av ett urval av de fornlämningar som finns i Västerviks kommun.

## Blackstad
Se Lista över fornlämningar i Västerviks kommun (Blackstad)

## Dalhem
Se Lista över fornlämningar i Västerviks kommun (Dalhem)

## Gamleby
Se Lista över fornlämningar i Västerviks kommun (Gamleby)

## Gladhammar
Se Lista över fornlämningar i Västerviks kommun (Gladhammar)

## Hallingeberg
Se Lista över fornlämningar i Västerviks kommun (Hallingeberg)

## Hjorted
Se Lista över fornlämningar i Västerviks kommun (Hjorted)

## Lofta
Se Lista över fornlämningar i Västerviks kommun (Lofta)

## Loftahammar
Se Lista över fornlämningar i Västerviks kommun (Loftahammar)

## Odensvi
Se Lista över fornlämningar i Västerviks kommun (Odensvi)

## Törnsfall
Se Lista över fornlämningar i Västerviks kommun (Törnsfall)

## Ukna
Se Lista över fornlämningar i Västerviks kommun (Ukna)

## Västervik
Se Lista över fornlämningar i Västerviks kommun (Västervik)

## Västra Ed
Se Lista över fornlämningar i Västerviks kommun (Västra Ed)

## Västrum
Se Lista över fornlämningar i Västerviks kommun (Västrum)

## Överum
Se Lista över fornlämningar i Västerviks kommun (Överum)